# Leila Marzocchi
Leila Marzocchi, född 1959 i Bologna, är en italiensk serieskapare och illustratör. Hon har tecknat serier både för den italienska och – sedan 2006 – för den franska seriemarknaden. 2007 mottog hon Lo Straniero-priset, utdelat av den italienska kulturtidskriften med samma namn. Marzocchi var även grundare av tidskriften Fuego.

## Biografi
Leila Marzocchi har arbetat med illustrationer och tecknade serier sedan 1985. 1990 var hon en av grundarna av den serieskaparstyrda tidningen Fuego, och vid samma tid började hennes bilder synas även internationellt. Hon medverkade i franska ungdomstidningen Science & Vie Junior och Kōdanshas mangatidning Morning samt producerade sagoillustrationer för japanska förlaget Shogakukan.
Marzocchi publicerade 1995 sitt första seriealbum på italienska, Bagolino monogatari. Hennes visuellt utmanande serier (där hon ofta använder skrapkartong) har i Italien bland annat givits ut på Centro Fumetto Andrea Pazienza och Biber. Hon har dock främst varit knuten till Coconino Press, där hon bland annat publicerat Il diario del Verme del Pino och La ballata di Hambone (den sistnämnda även översatt till franska).
2006 kom den första Marzocchi-utgåvan på den franska marknaden. Det var första delen i den ännu oavslutade serien Niger, en ekologisk fabel som även finns översatt till engelska. Därefter har ett antal av hennes serier kommit ut i Frankrike. Numera har hon bostäder både i hemstaden Bologna och i Paris.
Marzocchi har arbetat på serieromanen Dieci elegie per un ossobuco i samarbete med den kroatiske manusförfattaren Pinko Zeman.
Vid sidan av sitt serieskapande arbetar Leila Marzocchi som illustratör. Hon har också tillverkat teatermanus och tecknat bildmanus för filmproduktioner.

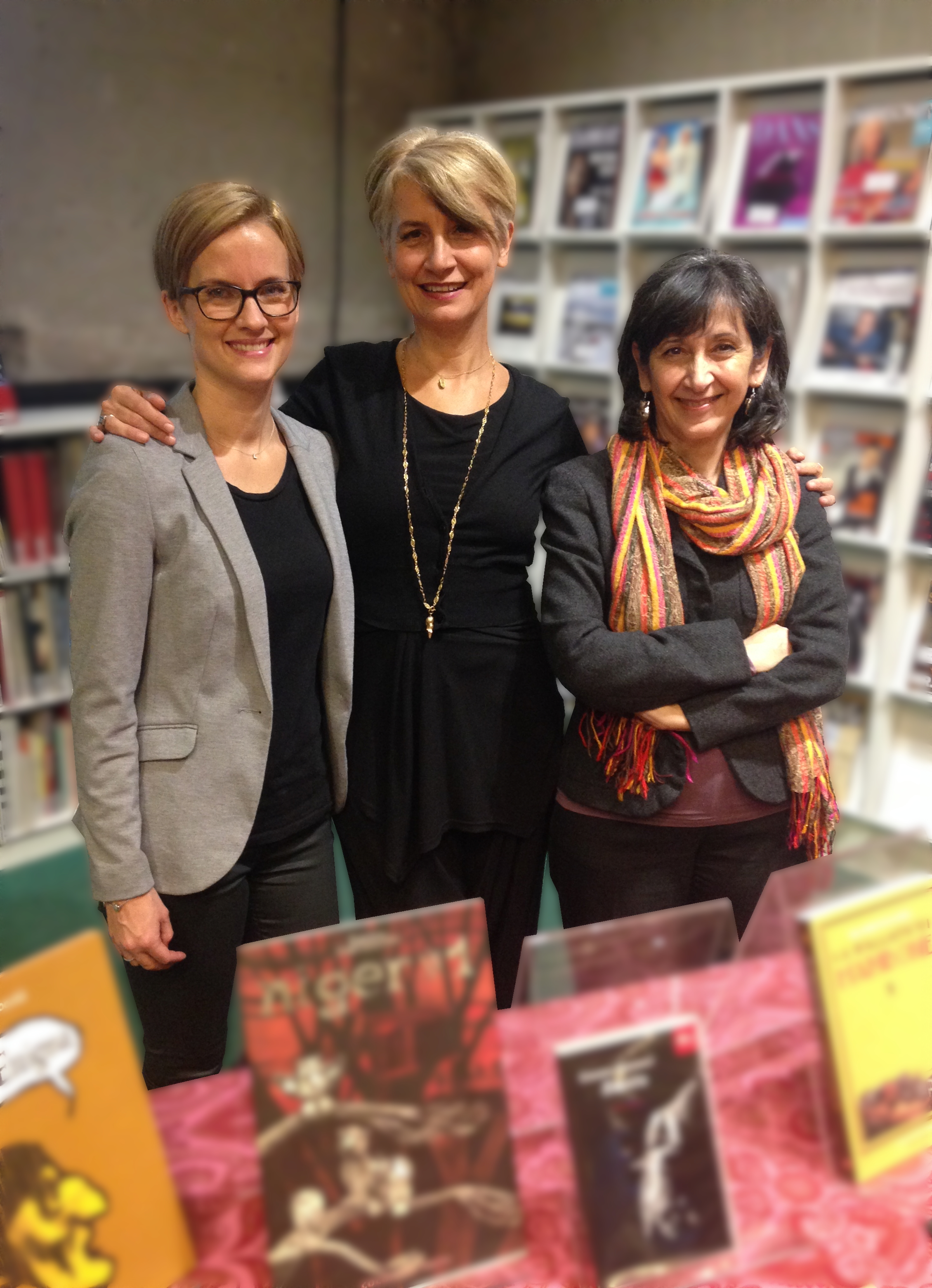
Leila Marzocchi besökte Stockholm och Serieteket oktober 2014. Här med Anna Bobeck (t.v.) och Virginia Piombo (t.h.) från Italienska kulturinstitutet.

Leila Marzocchis verk har publicerats i Italien, Frankrike, Belgien, Portugal, Japan, USA (Fantagraphics)) och Kanada. November 2007 var hon en av mottagarna av den italienska kulturtidskriften Lo Stranieros pris. Hon har också producerat den animerade filmen Gandersheim, vilken visades i Stockholm oktober 2014 i samband med hennes besök på Serieteket.

## Verklista (urval)